# Àrea de Conservació transfronterera de Ponta do Ouro-Kosi Bay
Àrea de Conservació transfronterera de Ponta do Ouro-Kosi Bay és un extensió cap al nord del Parc dels aiguamolls del iSimangaliso, amb una zona similar a la banda de Moçambic de la frontera, i que inclou alguns altres parcs. Inclouen:
- Parc dels aiguamolls del iSimangaliso (Sud-àfrica)

- Cape Vidal Game Reserve (Sud-àfrica)

- Mkuzi Game Reserve (Sud-àfrica)

- Sodwana Game Reserve (Sud-àfrica)

- Muputoland Marine Protected Area (Sud-àfrica)

- Kosi Bay Nature Reserve (Sud-àfrica)

- Maputo Protection Area (Moçambic)